# Municipio de Winston
El municipio de Winston (en inglés: Winston Township) es un municipio ubicado en el  condado de Forsyth en el estado estadounidense de Carolina del Norte. En el año 2000 tenía una población de 185.776  habitantes.

## Geografía
El municipio de Winston se encuentra ubicado en las coordenadas 36°6′13.15″N 80°15′16.4″O / 36.1036528, -80.254556.